# Drosophila hanaulae
Drosophila hanaulae este o specie de muște din genul Drosophila, familia Drosophilidae, descrisă de Hardy în anul 1969. Conform Catalogue of Life specia Drosophila hanaulae nu are subspecii cunoscute.